# Bibliothèque nationale de France
Die Bibliothèque nationale de France (BnF; deutsch Nationalbibliothek Frankreichs) ist eine öffentlich-rechtliche Anstalt mit Sitz in Paris unter der Schirmherrschaft des französischen Kulturministers. Ihre Aufgabe ist es, Schriften zu sammeln, zu bewahren und der Öffentlichkeit zugänglich zu machen. Sie publiziert einen Katalog, pflegt die Zusammenarbeit mit anderen Anstalten auf nationaler und internationaler Ebene und nimmt an Forschungsprogrammen teil.
Anders als die Deutsche Nationalbibliothek ist die BnF eine Universalbibliothek, die Literatur aus allen Zeiten und Fachgebieten sammelt und zur Verfügung stellt, nicht nur Schriften aus Frankreich oder über Frankreich. Sie verfügt über einen Erwerbungsetat von mehr als 20 Millionen Euro.
Als Nationalbibliothek erhält sie beide Pflichtexemplare der Verleger und das Pflichtexemplar der sich in der Ile-de-France befindenden Drucker. Ihr Buchbestand erweitert sich jährlich um 150.000 Bände (davon 60.000 durch Pflichtexemplare) und Schriftstücke aller Art. Je nach Thema oder Trägerart wird das zweite Pflichtexemplar einer anderen Bibliothek übergeben (z. B. die Comics dem Centre National de la Bande Dessinée et de l’Image (CNBDI) in Angoulême).
Der Gesamtbestand wird mit etwa 30 Millionen Büchern und Dokumenten angegeben, damit ist sie eine der größten Bibliotheken der Erde. Etwa zehn Millionen Bände entfallen auf die neue BnF. Außerdem ist die BnF für ihre digitalisierte Bibliothek Gallica mit einem Bestand von 4 Mio. Dokumenten bekannt.

## Standorte

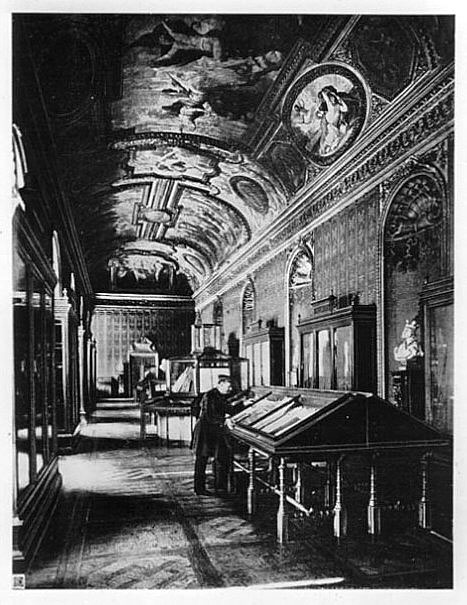
Galerie Mazarin der alten Bibliothèque

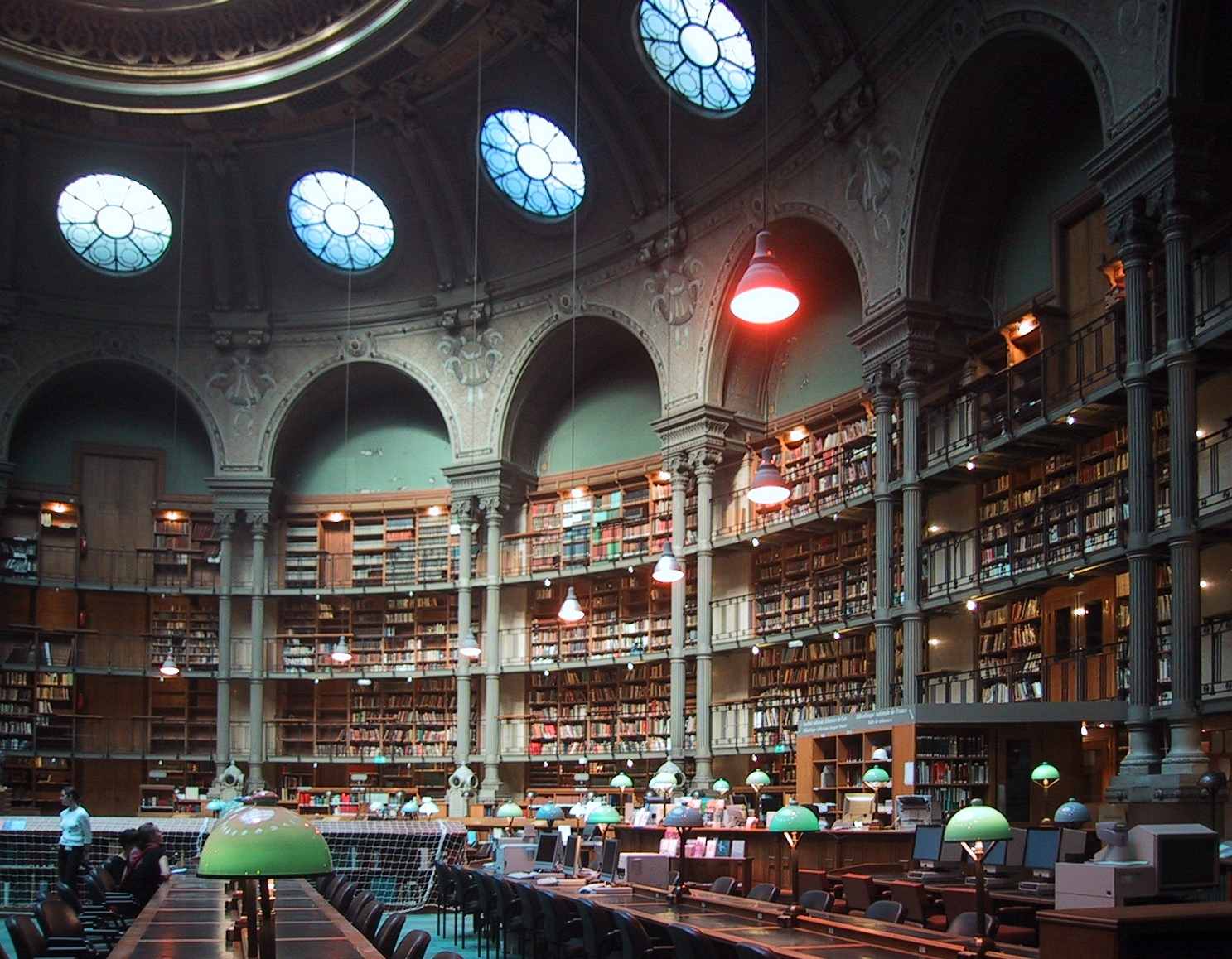
Salle Ovale von Jean-Louis Pascal

Die Aktivitäten der BnF verteilen sich auf verschiedene Wirkungsstätten, die sogenannten Sites. Nur mit ausdrücklicher Genehmigung sind die Restaurierungswerkstätten wie das Centre technique de Bussy-Saint-Georges und das Centre Joël Le Theule in Sablé-sur-Sarthe zugänglich. Für Besucher geöffnet sind die alte Bibliothèque nationale de France (site Richelieu-Louvois) in Paris, die neue Bibliothèque nationale de France (site François-Mitterrand) in Paris, die Bibliothèque de l’Arsenal in Paris, die Museumsbibliothek der Pariser Oper und die Bibliothek und das Dokumentationszentrum der Maison Jean Vilar in Avignon.

### Die alteBibliothèque nationale (Site Richelieu-Louvois)

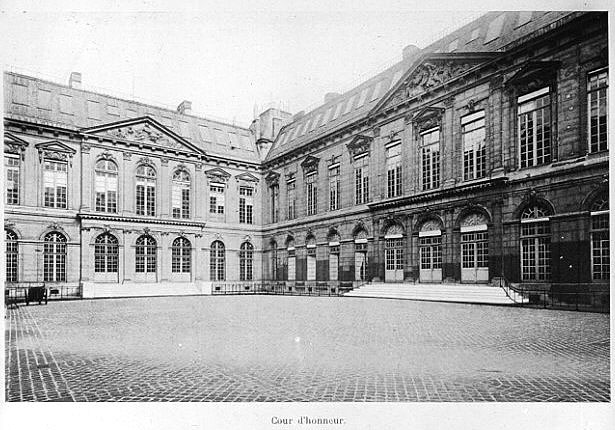
Aufnahme aus dem Jahr 1926

Die früher königliche, dann kaiserliche Nationalbibliothek, eine der reichsten der Welt, nimmt in der Nummer 5 der rue de Richelieu / rue Vivienne (2. Arrondissement) eine rechteckige Fläche von 16.000 m² ein. Der Minister Jean-Baptiste Colbert ließ 1666 die königliche Bibliothek in der Nähe seines Hôtels unterbringen. 1720 wechselte sie den Ort und wurde vom Abt Bignon, dem königlichen Bibliothekar (1719–1742), in das sogenannte Hôtel de Nevers auf der anderen Straßenseite verlegt, einen Teil des Stadtpalastes, den der Kardinal und Minister Jules Mazarin hinter dem Palais Royal an der heutigen Rue Richelieu hatte errichten lassen. Allmählich dehnte sich die Bibliothek auf den ganzen Häuserblock aus. Im Hôtel de Nevers hatte sich zuvor die eigene Bibliothek des Kardinals befunden, die Bibliothèque Mazarine, die aber 1691 in das Collège des Quatre Nations verlegt worden war, eine Stiftung des Kardinals und seit 1805 Sitz des Institut de France, wo sie sich bis heute befindet.
Von 1854 bis zu seinem Tod im Jahr 1875 baute der Architekt Henri Labrouste (1801–1875) die Bibliothek massiv um, um aus mehreren Bauten verschiedener Epochen ein großes, kohärentes Ensemble zu schaffen. 1868 wurde der große Lesesaal (heute Salle Labrouste) eröffnet.
Labroustes Nachfolger Jean-Louis Pascal setzte den Umbau fort und entwarf 1916 den ovalen Saal (Salle Ovale), der erst 1936 eingeweiht werden konnte. Dort befinden sich noch immer die kostbarsten Gegenstände aus dem Fundus der BnF, insbesondere Manuskripte, Kupferstiche, Karten und Pläne, Fotografien, Münzen und Medaillen (Cabinet des Médailles) sowie Dokumente der Musikgeschichte, während die Rara-Abteilung, die sonstigen gedruckten Werke, Tonträger, Videomaterialien usw. in das neue, von Dominique Perrault im Osten der Stadt errichtete Gebäude umgezogen sind.

### Die neueBibliothèque nationale de France (Site François-Mitterrand)

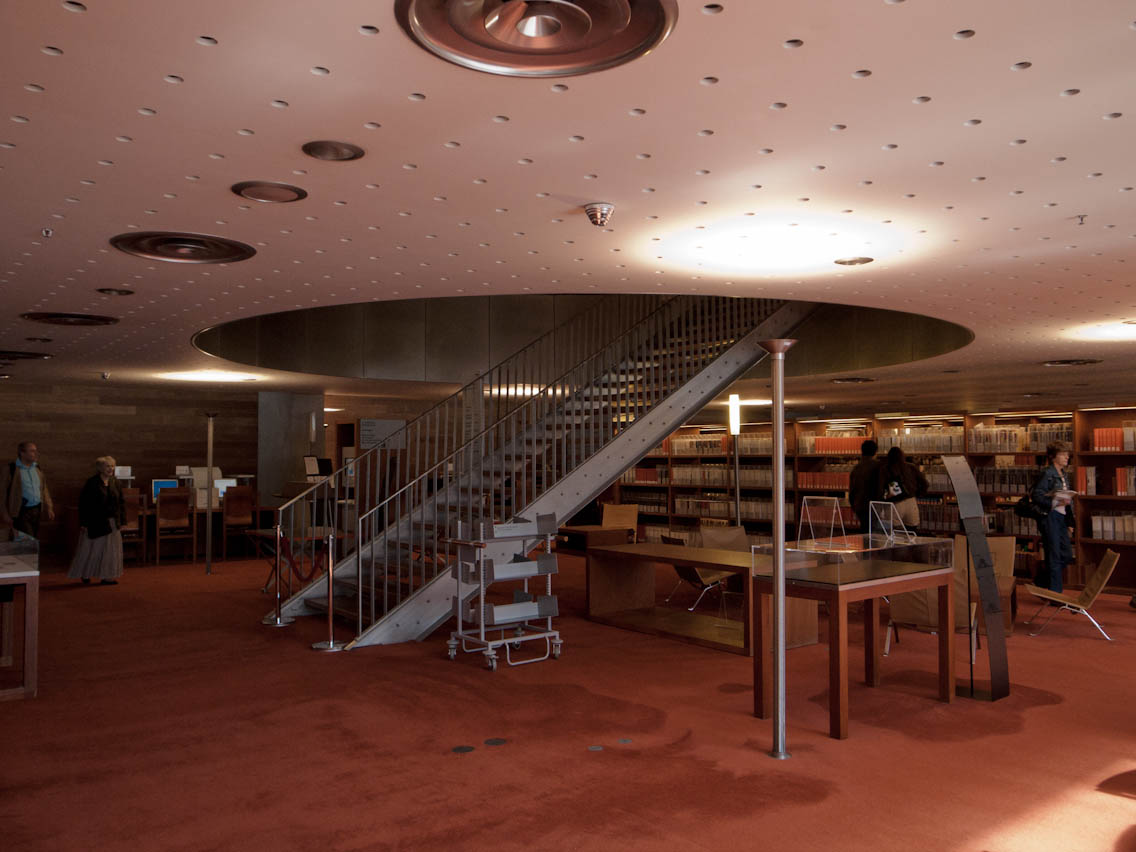
Die neue Bibliothek von innen

Den Bau eines neuen Bibliotheksgebäudes kündigte der französische Staatspräsident François Mitterrand am 14. Juli 1988 an. Aus der Ausschreibung mit 200 Bewerbern ging der junge französische Architekt Dominique Perrault als Preisträger hervor. Sein Projekt war aus vier erstrangigen Vorschlägen von Mitterrand persönlich ausgewählt worden. Die Arbeiten begannen im Dezember 1990 und waren 1996 abgeschlossen. Die neue Bibliothèque nationale de France trägt zu Ehren ihres Initiators den Namen Bibliothèque nationale François Mitterrand. Sie wurde am 20. Dezember 1996 der Öffentlichkeit übergeben. Im selben Jahr wurde der Architekt für den Bau mit dem Mies van der Rohe Award for European Architecture ausgezeichnet.
Die vier Ecken des Gebäudes im 13. Arrondissement weisen je einen 79 m hohen Turm mit einer durchgehenden Glasfassade auf. Die Türme sind L-förmig und symbolisieren ein aufgeschlagenes Buch. Das gesamte Bibliotheksgebäude und alle Stockwerke der vier Türme sind mit der größten je in Europa installierten automatischen Buchtransportanlage ausgestattet (6,6 Kilometer Profilschienen, 151 Zielbahnhöfe, 300 selbstfahrende Behälter).
Namen der Türme
- T1 Tour du temps ‚Turm der Zeit‘
- T2 Tour des lois ‚Turm der Gesetze‘
- T3 Tour des nombres ‚Turm der Zahlen‘
- T4 Tour des lettres ‚Turm der Buchstaben bzw. Briefe‘

In der Mitte des 60.000 m² großen rechteckigen Areals liegt ein 12.000 m² großer Wald. 150 mehrjährige Kiefern wurden 1995 in den Innenhof gepflanzt, der nur an einem einzigen Nachmittag des Jahres der Öffentlichkeit zugänglich ist.
Aufgrund von Fehlplanungen und zahlreichen Verzögerungen beim Bau war das Gebäude in Paris lange Zeit umstritten. Problematisch ist die Lagerung der Bücher in den Türmen, mit langen Wegen zu den Arbeitsräumen im Untergrund, auch, weil die Bücher dort nach der ursprünglichen Planung dem Tageslicht ausgesetzt waren. Ebenso wurden die hohen Baukosten und der enorme Energieverbrauch kritisiert. Zwischen 2003 und 2013 wurden von Dominique Perrault daher verschiedene Umbauten realisiert. Im Herbst 2002 war das Gebäude Schauplatz der Lichtinstallation Arcade von Projekt Blinkenlights. Die neue Bibliothek ist über die Métrostation Bibliothèque François Mitterrand erreichbar.

## Geschichte der Sammlungen
Die Ursprünge der Bibliothek werden bis auf das Mittelalter und die persönliche Handschriftensammlung König Karls V. zurückgeführt, die 1368 im Louvre gegründet wurde und 917 Manuskripte umfasste, die traditionell in der Literatur als Codex Parisianus mit der Inventarnummer zitiert werden. Sie war aber noch Privatbesitz des Königs. Nach dem Tod Karls VI. wurde diese erste Sammlung während der englischen Besatzung im Hundertjährigen Krieg zerstreut. Teile davon wurden vom Herzog von Bedford erworben und nach England transportiert. Seit Ludwig XI. wurde die Sammlung wieder aufgebaut. Seine Nachfolger Karl VIII. und Ludwig XII. trugen im 15. Jahrhundert erheblich zu ihrer Vergrößerung bei, insbesondere durch die Einverleibung der Bibliotheken der aragonesischen Könige in Neapel und der Visconti-Sforza von Mailand.
Im 16. Jahrhundert verlagerte Franz I. die königliche Bibliothek nach Fontainebleau. Die Ordonnanz von Montpellier (1537) verpflichtete Verleger und Drucker, ein Exemplar jedes Werkes an diese Bibliothek abzuliefern. Trotz der Ordonnanz wurden viele Bücher aber erst nachträglich erworben.

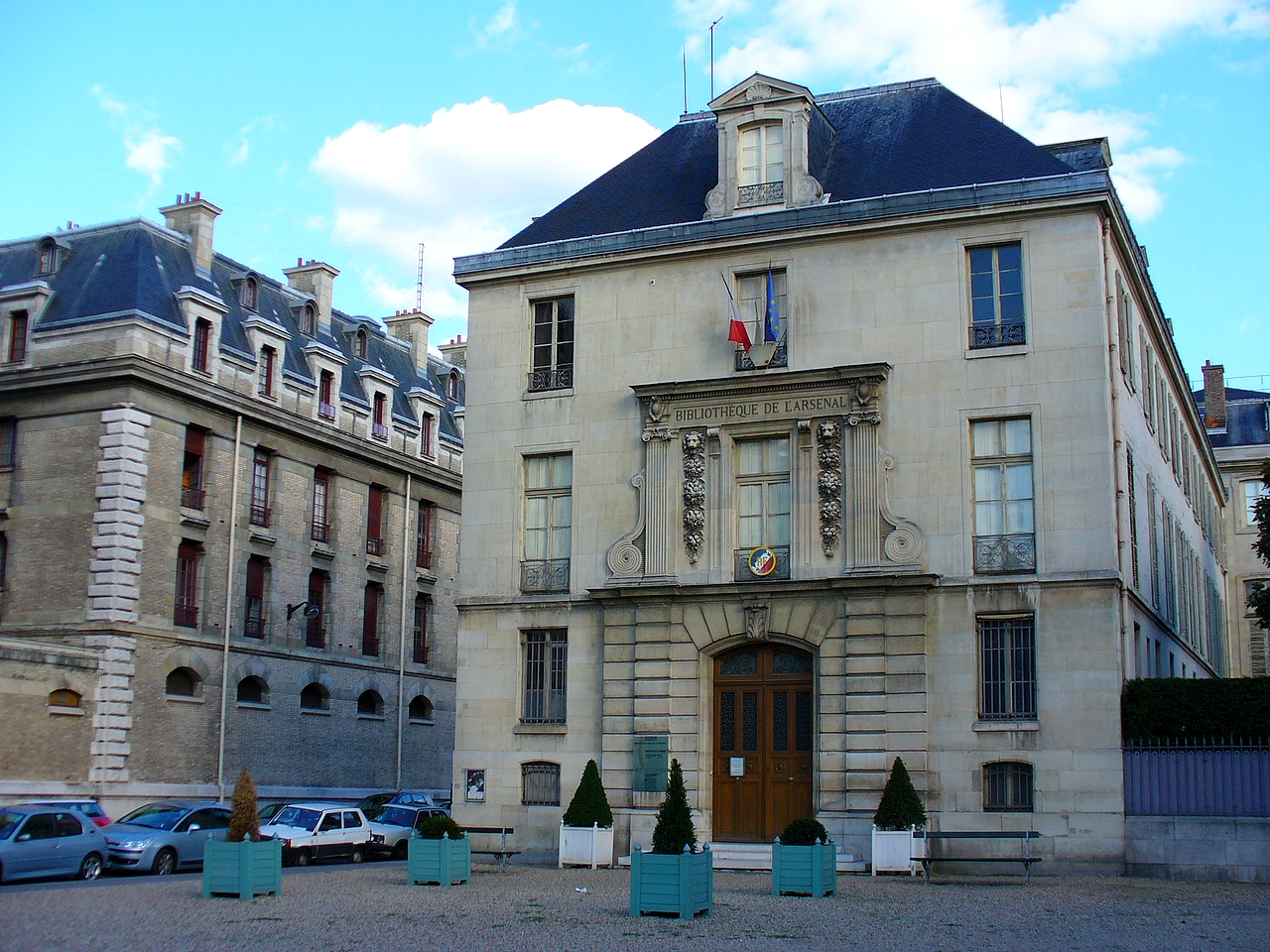
Gebäude der Bibliothèque de l’Arsenal

Nachdem die Bibliothek unter anderem aufgrund der Hugenottenkriege mehrmals ihren Standort gewechselt hatte, ergriff im 17. Jahrhundert Colbert die Initiative, sie neben seinem Stadtpalast in der Pariser Rue Vivienne unterzubringen. Durch zahlreiche im Ausland aufgekaufte Werke machte der Minister die Bibliothek zu einer der weltweit schönsten seiner Zeit. 1692 wurde die königliche Bibliothek für den – zeitgemäß eingeschränkten – öffentlichen Gebrauch freigegeben. Die Bestände wurden ständig durch das Pflichtexemplarrecht, Erwerbungen, Vermächtnisse und Schenkungen größerer Sammlungen erweitert (z. B. vermachte die Witwe Eugène Goupils im Jahr 1898 der Bibliothek eine bedeutende Sammlung aztekischer Manuskripte).
Die Französische Revolution führte zu einer bedeutenden Bestandsvermehrung: zwar wurde das Pflichtexemplarrecht in Frankreich zwischen 1790 und 1794 aufgehoben, aber ganze Bibliotheken und Sammlungen wurden entweder säkularisiert (Bibliotheken von Konventen und Abteien) oder beschlagnahmt (Bibliotheken emigrierter Adliger). Die Sammlungen wurden im 20. Jahrhundert nochmals beträchtlich vervollständigt, als die Bibliothèque de l’Arsenal 1926 und die Bibliothèque des Conservatoires über den Umweg der Réunion des bibliothèques nationales der BnF übergeben wurden (1977 wurde die Bibliothek des Conservatoires wieder selbstständig, die älteren Bestände verblieben aber in der BnF).
Ein besonderer Bestand ist der sogenannte Enfer, der zur Reservatensammlung seltener und kostbarer Bücher gehört und Druckwerke erotischen oder pornografischen Charakters vereinigt, die nur mit Bewilligung eingesehen werden dürfen. Der Enfer wurde zwischen 1836 und 1844 eingerichtet und gilt als einer der berühmtesten Remota-Fonds.
Seit 2007 betrifft das Pflichtexemplarrecht auch die elektronische öffentliche Kommunikation. Infolge dieses Gesetzes speichert die französische Nationalbibliothek die Inhalte der .fr-Domain des Internets.

## Die Kataloge und die digitale Bibliothek
Die Bestände der Bibliothèque nationale de France werden hauptsächlich durch drei Kataloge erschlossen:
- der Catalogue général mit über 13 Millionen bibliographischen Nachweisen und über 5.000.000 Normdatei-Einträgen von Personen, Körperschaften, Werken und Schlagwörtern. Dieser Katalog beschreibt die Bücher, Zeitschriften, Bilder (Fotos und Einblattmaterial), Objekte (Münzen, Kostüme usw.), handschriftlichen und gedruckten Partituren, Tonträger, CDs sowie die meisten Mikrofilme und die in Gallica zugänglichen Digitalisate mit folgenden Einschränkungen:

1. Drucke in nicht-lateinischer Schrift werden erst ab 1996 elektronisch erfasst. Ältere Erwerbungen sollen in digitalisierten Zettelkatalogen recherchiert werden.
2. Mikrofilme werden nicht alle katalogisiert (Mikrofiches von Dissertationen können nur unter der Signatur Microfiche M-33000 im Katalog ohne bibliographischen Nachweis bestellt werden); elektronische Zeitschriften und Datenbanken werden in diesem Katalog nur erfasst, wenn auch die gedruckte Ausgabe oder der Datenträger erworben wurde.

- der Katalog der Handschriften enthält Handschriften und Archive. Ein beträchtlicher Teil der Handschriften ist aber noch nicht elektronisch erschlossen. Die meisten dieser Kataloge wurden jedoch digitalisiert und sind online abrufbar.
- der Katalog der elektronischen Zeitschriften und Datenbanken mit über 40.000 Zeitschriften.

Abgesehen von den elektronisch durchsuchbaren Katalogen sind auch ältere digitalisierte Kataloge zugänglich.

## Liste der Leiter der Bibliothèque nationale de France
Nach der Gründung der Nationalbibliothek während der Revolution haben die Leiter der Bibliothek verschiedene Namen getragen: Bibliothécaires de la Nation ‚Bibliothekare der Nation‘, Présidents du Conservatoire ‚Präsidenten des Konservatoriums‘, Directeurs ‚Direktoren‘, Administrateurs généraux ‚Generalverwalter‘ und wieder Présidents ‚Präsidenten‘.
Bibliothécaires de la Nation
- 1792–1793: Jean-Louis Carra und Nicolas Chamfort
- 1793: Jean-Baptiste Cœuilhe (interim)
- 1793–1795: Jean Baptiste Lefebvre de Villebrune
- 1795–1796: André Barthélemy de Courcay

Présidents du Conservatoire
- 1796–1798: Jean-Augustin Capperonnier
- 1798–1799: Adrien-Jacques Joly
- 1799–1800: Aubin-Louis Millin de Grandmaison

Administrateur
- 1800–1803: Jean-Augustin Capperonnier

Présidents du Conservatoire
- 1803–1806: Pascal-François-Joseph Gossellin
- 1806–1829: Bon-Joseph Dacier
- 1830–1831: Joseph Van Praet
- 1832: Jean-Pierre Abel-Rémusat
- 1832: Joseph Van Praet
- 1832–1837: Jean Antoine Letronne

Directeurs de la Bibliothèque royale
- 1838–1839: Edmé François Jomard
- 1839: Charles Dunoyer
- 1839–1840: Jean Antoine Letronne

Administrateurs généraux
- 1840–1858: Joseph Naudet
- 1858–1874: Jules Taschereau (Die Pariser Kommune ernannte 1871 Jean-Pierre Michel Reclus, alias Élie Reclus.)
- 1874–1905: Léopold Delisle
- 1905–1913: Henry Marcel
- 1913–1923: Théophile Homolle
- 1923–1930: Pierre-René Roland-Marcel
- 1930–1940: Julien Cain (wurde von der Vichy-Regierung durch Bernard Faÿ ersetzt und später nach Buchenwald deportiert)
- 1940–1944: Bernard Faÿ
- 1945–1964: Julien Cain
- 1964–1975: Étienne Dennery
- 1975–1981: Georges Le Rider
- 1981–1984: Alain Gourdon
- 1984–1987: André Miquel
- 1987–1993: Emmanuel Le Roy Ladurie

Président de l’établissement public de la Bibliothèque de France
- 1989–1994: Dominique Jamet

Présidents de la Bibliothèque nationale de France
- 1990–1993: Dominique Jamet
- 1994–1997: Jean Favier
- 1997–2002: Jean-Pierre Angremy
- 2002–2007: Jean-Noël Jeanneney
- 2007–2016: Bruno Racine
- 2016–2024: Laurence Engel
- seit 2024: Gilles Pécout

Jean-Noël Jeanneney setzte sich für ein europäisches Buch-Digitalisierungs-Programm und eine digitale europäische Bibliothek als Gegengewicht zur drohenden „nordamerikanischen Hegemonie“ durch Google ein (siehe auch: Europeana, Quaero).